# Ratpenat de nas tubular de Halmahera
El ratpenat de nas tubular de Halmahera (Nyctimene aello) és una espècie de ratpenat de la família dels pteropòdids. Viu a Indonèsia i Papua Nova Guinea.